# Yu-Gi-Oh! Master Duel
Yu-Gi-Oh! Master Duel est un jeu vidéo de cartes à collectionner free-to-play développé et publié par Konami, basé sur les règles officielles du jeu de cartes à collectionner Yu-Gi-Oh!. Il est sorti mondialement en janvier 2022 sur diverses plateformes tels que sur PlayStation 4, PlayStation 5, Xbox One, Xbox Series, Nintendo Switch, PC (via Steam), ainsi que sur Android et iOS.

## Système de jeu
Master Duel suit les règles officielles du jeu de cartes à collectionner Yu-Gi-Oh!, en utilisant les formats les plus récents, y compris les cartes bannies et limitées mises à jour régulièrement[réf. nécessaire]. Le jeu est cross-plateform (en) et la progression sauvegardée du joueur se retrouve sur n'importe quel support,.
Les joueurs peuvent construire leurs decks en utilisant une collection de cartes issues de différentes générations de Yu-Gi-Oh!. À ce titre, le jeu contient plus de 10 000 cartes à collectionner, bien que certaines s'obtiennent en les débloquant à travers les campagnes ou en les achetant. Autrement, le joueur peut fabriquer des cartes spécifiques en utilisant des points gagnés lorsqu'il démonte des cartes de sa collection.
Master Duel dispose d'un mode multijoueur où les joueurs peuvent s'affronter en ligne lors de duels classés ou au cours de rencontres amicales, lesquels se déroulent en différents formats (comme trois contre trois) et éventuellement avec des règles personnalisées. Il propose également des événements spéciaux et des formats alternatifs, tels que le mode « Duel Festival »[réf. nécessaire]. Autrement, le jeu contient un passe de combat. Des campagnes narratives en solo permet au joueur de découvrir les histoires autour de certaines cartes emblématiques. Des tutoriels sont notamment intégrés pour familiariser le joueur novice avec les mécaniques du jeu.

## Développement et commercialisation
Yu-Gi-Oh! Master Duel est annoncé officiellement en juillet 2021 par Konami dans le cadre de sa stratégie visant à élargir l'univers numérique de Yu-Gi-Oh!,. Contrairement aux titres précédents, comme Yu-Gi-Oh! Duel Links (2016), qui se concentraient sur une version simplifiée du jeu, Master Duel est conçu pour offrir une représentation fidèle des règles actuelles de tournoi du jeu de cartes.
Konami a mis l'accent sur les graphismes, l'interface utilisateur, et une bande-son immersive pour enrichir l'expérience des joueurs[réf. nécessaire]. Le jeu prend également en charge la résolution 4K sur les plateformes compatibles, offrant des animations détaillées pour les invocations et les effets de cartes,.
Master Duel sort en free-to-play, d'abord le 19 janvier 2022 dans les boutiques en ligne des consoles PlayStation 4, PlayStation 5, Xbox One, Xbox Series et Nintendo Switch ainsi que PC via Steam. Puis, le jeu est lancé à partir du 27 janvier pour les systèmes Android et iOS dans certains pays,. Finalement, au 7 février, sa sortie sur mobile est mondialisée. Il est traduit en neuf langues, notamment en français.

## Réception
À sa sortie, Yu-Gi-Oh! Master Duel reçoit des critiques globalement positives. Les joueurs ont loué la fidélité du jeu aux règles officielles et la richesse de son contenu, tout en critiquant certains aspects, comme les microtransactions[réf. nécessaire] et la courbe d'apprentissage pour les nouveaux joueurs.
Konami rapporte que le jeu est rapidement devenu un succès commercial. Lors de son lancement sur Steam en janvier 2022, un pic d'utilisateurs simultanément connectés atteint près de 263 000 joueurs. Une semaine après la sortie du jeu, le nombre de téléchargements toutes plates-formes confondues dépasse les 4 millions. Le jeu enregistre plus de 10 millions de téléchargements dans le mois suivant sa sortie. En avril 2022, il cumule plus de 30 millions de téléchargements. En avril 2024, il atteint désormais plus de 60 millions de téléchargements.

## Communauté et compétitions
Avec son support constant via des mises à jour et des ajouts de contenu, Yu-Gi-Oh! Master Duel est devenu une plateforme centrale pour les compétitions en ligne et hors ligne de Yu-Gi-Oh! Konami organise régulièrement des événements, tels que des tournois classés et des championnats mondiaux[réf. nécessaire].